# Coming Out, Getting Out, Going Out
Coming Out, Getting Out, Going Out is de vierentwintigste aflevering van het zesde seizoen van het tienerdrama Beverly Hills, 90210, die voor het eerst werd uitgezonden op 13 maart 1996.

## Verhaal
Colin zit nu twee weken in de gevangenis en baalt als een stekker. Valerie probeert hem moed in te praten maar hij wil zo snel mogelijk hier uit. Colin heeft nu een pro-Deoadvocaat, maar die heeft zoveel zaken dat hij maar weinig tijd heeft voor Colin. Colin komt op borgtocht vrij en is blij als hij weer thuis is maar maakt zich zorgen over wat er komen gaat. David spreekt Valerie aan over het feit dat zij zo snel naar Colin is gegaan en dat zij zo haar vrienden verliest. Valerie antwoordt boos dat hij het uitgemaakt heeft en dat wat zij doet haar zaken zijn.
Wanneer Joe in de Peach Pitt komt, zijn Brandon, Susan, Steve en Clare nieuwsgierig hoe de operatie is gegaan, Joe is er goed doorheen gekomen en alles is nu goed. Wanneer Joe weg is, zien ze Nat en Joan komen aanlopen en wanneer Joan weg is gegaan, roepen ze Nat bij hen. Ze vragen naar de relatie tussen hem en Joan, waarop Nat antwoordt dat het over is, omdat de klik die ze vroeger hadden weg is. Ze maken zich zorgen omdat ze vinden dat ze bij elkaar horen en ze willen iets doen. Ze regelen een avond waarop ze Nat en Joan meenemen naar plekken waar ze vroeger gelukkige momenten hebben beleefd. Hierop komt de klik weer terug en worden weer verliefd op elkaar.
Kelly wordt ontslagen uit de ontwenningskliniek en mag naar huis. Iedereen is blij voor haar en hopen nu dat het goed komt. Tara is minder gelukkig en belt haar geregeld op, dit tot ergernis van Donna en Clare. Kelly vraagt hen hiervoor begrip te hebben omdat Tara nu niemand meer heeft. Donna en Kelly willen een videofilm huren en als ze bij de videotheek zijn dan komt Kelly een dokter tegen die ze kent uit de kliniek. Er ontstaat een klik tussen hen en hij vraagt haar of ze een keer een kop koffie wil drinken met hem. Op die avond als Donna en Kelly de videofilm willen kijken dan belt Tara ineens op met de mededeling dat ze weggelopen is uit de kliniek. Ze pikken haar op en brengen haar mee naar huis. Ze spreken af dat ze die avond mag blijven maar dat ze daarna teruggaat.

## Rolverdeling
- Jason Priestley - Brandon Walsh
- Jennie Garth - Kelly Taylor
- Ian Ziering - Steve Sanders
- Brian Austin Green - David Silver
- Tori Spelling - Donna Martin
- Tiffani Thiessen - Valerie Malone
- Joe E. Tata - Nat Bussichio
- Kathleen Robertson - Clare Arnold
- Jason Wiles - Colin Robbins
- Ann Gillespie - Jackie Taylor
- Emma Caulfield - Susan Keats
- Cameron Bancroft - Joe Bradley
- Wesley Allen Gullick - Willie de kok
- Julie Parrish - Joan Diamond
- Paige Moss - Tara Marks